# روبرتو میشلتی
روبرتو میشلتی (انگلیسی: Roberto Micheletti؛ زادهٔ ۱۳ اوت ۱۹۴۳) سیاست‌مدار اهل هندوراس است.
او بدنبال کودتای ۲۰۰۹ هندوراس از ۲۸ ژوئن ۲۰۰۹ تا ۲۷ ژانویه ۲۰۱۰ به عنوان دفاکتو رئیس‌جمهور هندوراس بود.